# Pachyballus variegatus
Pachyballus variegatus là một loài nhện trong họ Salticidae.
Loài này thuộc chi Pachyballus. Pachyballus variegatus được Roger de Lessert miêu tả năm 1925.